# Deimachos (Vater der Enarete)
Deimachos (altgriechisch Δηίμαχος Dēímachos) ist in der griechischen Mythologie der Vater der Enarete und somit Schwiegervater des Aiolos.
Seine sieben Enkelsöhne sind Sisyphos, Kretheus, Athamas, Salmoneus, Deion, Magnes, Perieres und Makareus, seine fünf Enkeltöchter sind Kanake, Alkyone, Peisidike, Kalyke und Perimede.